# 비글호의 두 번째 항해

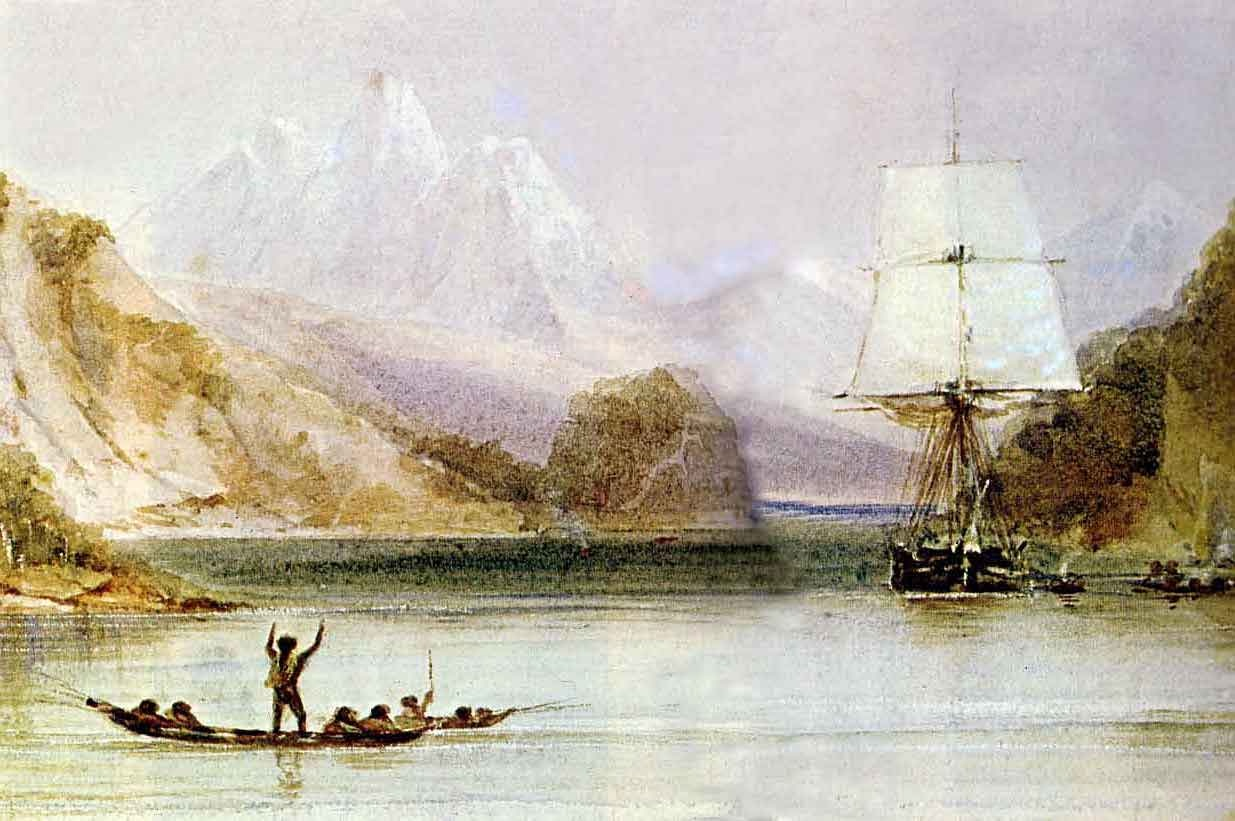
비글호의 티에라델푸에고 제도 탐사, 콘래드 마틴즈

비글호의 두 번째 항해는 1831년 12월 27일에서 1836년 10월 2일까지 5년동안 계속된 〈비글호〉의 여행으로, 최초의 선장이 자살한 비글호의 임시 사령관을 맡았던 로버트 피츠로이의 지휘 하에 비글호로서는 두 번째 탐사 탐험이었다.
피츠로이는 이미 지질학 전문가가 탑승해 있는 이점에 대해 알고 있었으며, 그는 항해를 하는 동안 동료가 되어줄 젠틀맨 박물학자를 찾았다. 젊은 대학원생 찰스 다윈은 교구 목사가 되기 전에 열대 지방을 탐사하고 싶어했다. 그래서 그는 이 기회를 받아들였다. 탐험의 끝에 그는 이미 지질학자와 화석 수집가로 명성을 얻었으며, 《비글호의 항해》(The Voyage of the Beagle)라는 잡지를 출간으로 작가로서도 명성을 얻었다.
비글호는 대서양을 지나 남미 해안 부분에 정밀한 수로학 탐사를 실시했으며, 타히티와 오스트레일리아를 거쳐 세계일주를 한 이후 돌아왔다. 이 탐사는 원래 2년동안 계획되어 있었지만, 거의 5년을 지속했다. 그 시간의 대부분을 육지를 탐험하면서 보냈는데, 3년 3개월을 육지에서 보냈고, 18개월을 바다에서 보냈다. 항해 초기에 그는 지질학에 대해 책을 쓰기로 결심했는데, 그는 이론화에 대한 재능을 보여 주었다. 푼타아틀라에서 그는 당시에는 매우 희귀하던 표본이던, 멸종된 거대화석에 대한 주요한 발견을 했다. 그는 훌륭하게 수집을 했으며, 동식물에 대한 세밀한 관찰을 했다. 하지만 결과적으로 종이 고정되어 있다는 그의 믿음을 흔들어, 영국으로 돌아왔을 때 떠오른 생각의 토대를 제공하여 자연선택에 의한 진화론의 이론으로 발전시켰다.

## 탐사의 목적
이 탐사의 주요 목적은 이전 탐사의 연장으로서 남미 해안의 수위학적 탐사였다. 이것으로 군용 또는 상업적 용도로 항로와 수심을 보여주는 해도를 작성할 예정이었고, 배에서 보이는 언덕의 그림과 언덕의 높이를 측정했다. 특히 이 탐사의 출발점을 표시한 리오데자네이루의 경도가 정확히 표시될 예정이었다.

## 같이 보기
- 비글호
- 찰스 다윈
- 로버트 피츠로이
- 갈라파고스 제도